# Giuseppe Gobetti
Giuseppe Gobetti (Torino, 6 maggio 1909 – Avigliana, 13 marzo 1956) è stato un calciatore italiano, di ruolo centrocampista.

## Biografia
Nel 1940-1941 ha partecipato alle operazioni di guerra sul fronte albano-greco-jugoslavo, con i gradi di sergente maggiore nella funzione di addetto alle ambulanze di soccorso.
Nel 1946, nel periodo del dopoguerra, ha lavorato nella Lancia Automobili di Torino come meccanico collaudatore. Ha fatto parte del reparto corse nella scuderia Lancia, nel periodo 1951-1954, partecipando alle seguenti gare automobilistiche di categorie gran turismo, sport e formula 1, in qualità di collaudatore e copilota:
- Mille Miglia (1951-1952);
- Giro delle Dolomiti, con funzione di copilota personale del corridore Felice Bonetto (1953);
- Carrera Panamericana, con funzione di copilota personale del corridore Felice Bonetto (1953);
- VII Stella Alpina, con funzione di copilota personale del corridore Salvatore Ammendola (1953);
- XX Mille Miglia, con funzione di copilota personale del corridore Piero Taruffi (1953);
Il 13 marzo del 1956, Giuseppe Gobetti muore in servizio nello scontro con un'autobotte ad Avigliana durante il collaudo di una Lancia Aurelia B20.

## Carriera
Conta una presenza in Serie A nella Juventus (19 giugno 1930, Juventus-Lazio 3-1) e 47 in Serie B con il Cagliari.

## Palmarès

### Club

#### Competizioni regionali
- Seconda Divisione: 1

Trapani: 1931-1932